# Igreja de Santa Maria (Lutterworth)

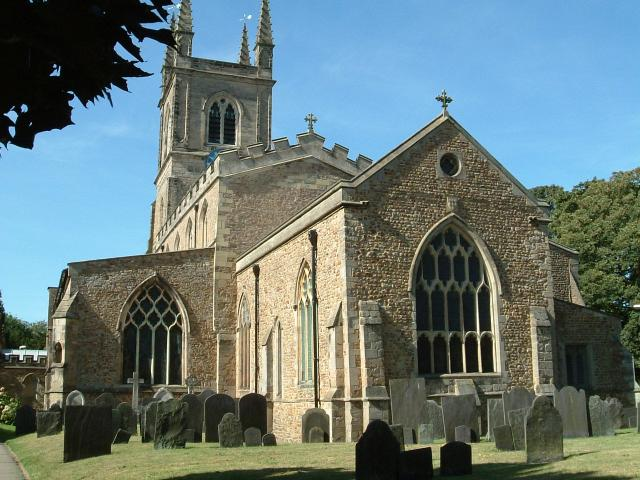
Igreja paroquial de Santa Maria, Lutterworth

A Igreja de Santa Maria é a igreja paroquial da cidade de Lutterworth, Leicestershire . O edifício da igreja é do século XIII, com alterações dos séculos XIV e XV. A torre da igreja foi derrubada em 1703 e reconstruída em 1761. Sir George Gilbert Scott restaurou o edifício em 1866–1869. Ela está listada no Grau I.